# Omar Richards
Omar Tyrell Crawford Richards (født 15. februar 1998) er en engelsk professionel fodboldspiller, som spiller for den græske Super League-klub Olympiakos, hvor han er lånt til fra Nottingham Forest.

## Klubkarriere

### Reading
Richards begyndte som fløjspiller, før han blev konverteret til at spille som venstre back under sin tid hos Readings akademi. Richards gjorde sin professionelle debut med klubben den 5. august 2017. Han blev herefter hurtigt en vigtig del af Readings mandskab.

### Bayern München
Bayern München annoncerede i maj 2021, at Richards ville skifte til klubben når hans kontrakt hos Reading udløb. Skiftet tog officielt sted den 1. juli 2021.

### Nottingham Forest
Richards skiftede i juli 2022 til Nottingham Forest.
Han blev i august 2023 udlejet til græske Olympiakos.

## Landsholdskarriere

### Ungdomslandshold
Richards har i 2019 spillet en enkelt kamp for Englands U/21-landshold.

## Titler
Bayern München
- Bundesliga: 1 (2021-22)

- DFL-Supercup: 1 (2021)